# Sacramental de Santa María
La sacramental de Santa María es un cementerio de la ciudad española de Madrid. En 2021 fue incluido en el listado de cementerios singulares de la Comunidad de Madrid.

## Descripción
La archicofradía de la Sacramental de Santa María que fundó el beato Bernardino de Obregón en 1580 pidiendo limosna en la puerta del Hospital General de la Villa (hoy, Centro de Arte Reina Sofía) para enterrar en la fosa común a los pobres y la cofradía de la Iglesia Mayor de la Almudena construyeron la sacramental de Santa María en 1840 en el cerro de San Dámaso, en el madrileño distrito de Carabanchel, lugar donde estuvo la ermita del pontífice San Dámaso y que fue destruida por las tropas francesas.

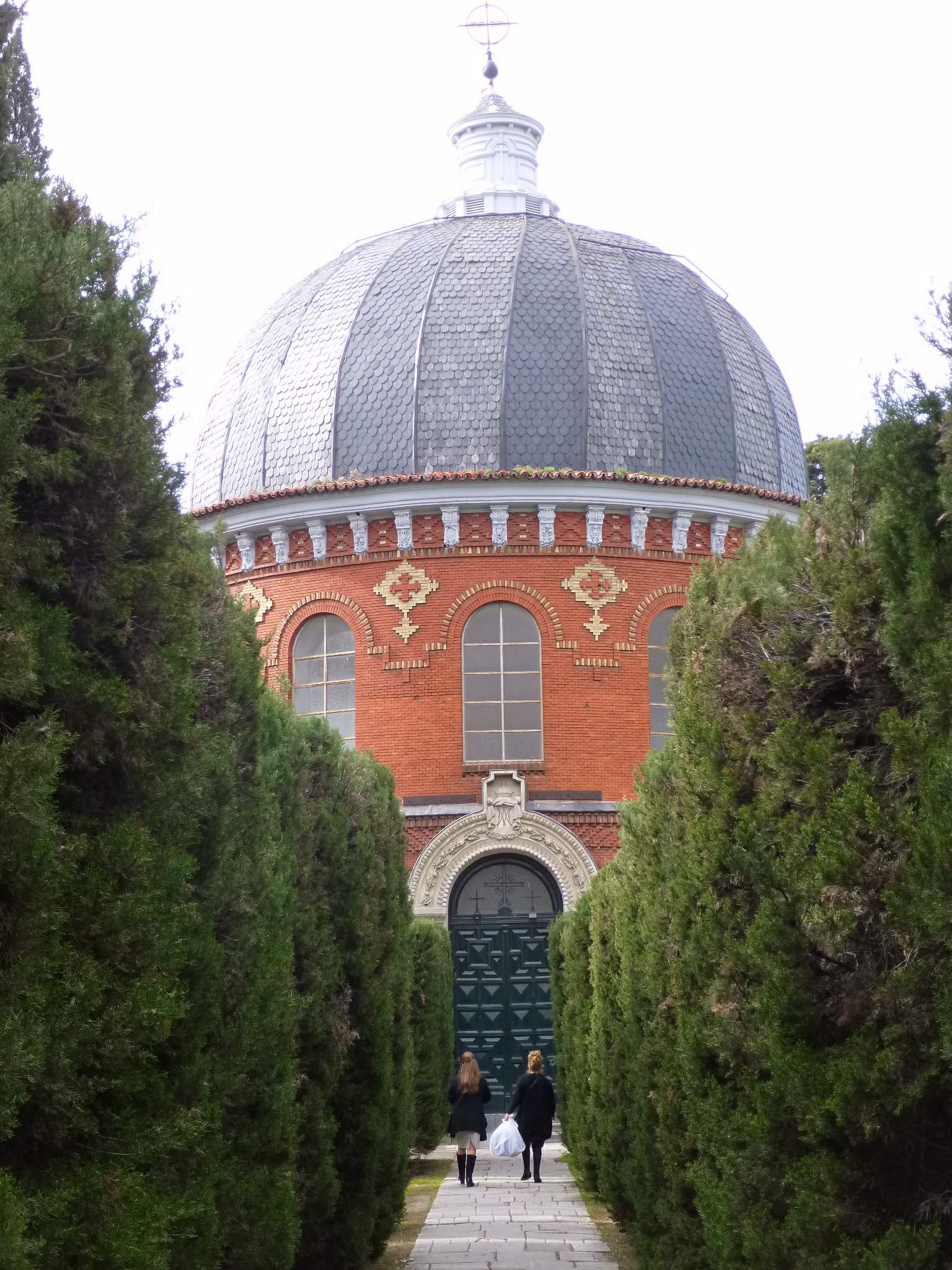
Pasillo central y capilla, de Miguel Mathet y Coloma.

El proyecto inicial en estilo neoclásico fue firmado en 1839 por José Alejandro y Álvarez, que se encargó también de la construcción entre 1840 y 1848 del patio de San Dámaso y la capilla provisional, aunque a su muerte (1850) las dificultades económicas obligaron a simplificar significativamente su proyecto al asumir la dirección de las obras de la capilla los arquitectos José Arnilla Botello y Atilano Sanz Pérez.
En la sacramental están enterrados, entre otros, el poeta y dramaturgo Narciso Serra, la actriz Loreto Prado, el general Camilo García de Polavieja, el alcalde de Madrid Francos Rodríguez, el actor iniciador de la comedia moderna Emilio Mario, el también actor Agapito Cuevas, el periodista, académico, político Eugenio Sellés, iv marqués de Gerona, el pintor Valdivieso, los compositores líricos Rafael Hernando y Manuel Fernández Caballero, el poeta romántico Gregorio Romero Larrañaga, el escritor dramático y cronista de la Villa Ramón de Navarrete, el escritor, poeta y periodista Alfredo Vicenti, los políticos Manuel Becerra y Felipe Ducazcal y Lasheras, y el estudiante falangista Matías Montero, asesinado en 1934.
En la parte moderna descansan, entre otros, el célebre escritor Enrique Jardiel Poncela y el maestro de la tauromaquia Antonio Bienvenida.
El 21 de octubre de 1999, siendo alcalde de Madrid José María Álvarez del Manzano, concejal de Carabanchel Carlos Izquierdo Torres y presidente de la Real e Ilustre Archicofradía Sacramental de Santa María y del Hospital General de esta villa José de Paz Rodríguez, se celebró el acto solemne por el traslado de los restos del venerable Bernardino de Obregón a la capilla de la Sacramental de Santa María tras la larga y ardua búsqueda para localizar los restos del beato detrás de un tabique del sótano del Centro de Arte Reina Sofía.